# David Delfín
Diego David Domínguez González (Ronda; 2 de noviembre de 1970 - Madrid; 3 de junio de 2017) conocido como David Delfín, fue un diseñador de moda y artista español.

## Biografía
Vivió y se crio hasta los 18 años en la ciudad de Marbella, Málaga. 

### Carrera
Comenzó desfilando en el Circuit de Barcelona con la colección Openin Nite en primavera/verano del 2001. Creó la marca Davidelfin en 2001 junto a los tres hermanos Postigo, Deborah, Diego y Gorka y la modelo Bimba Bosé. Su salto a las primeras planas llegó en 2002, cuando desfiló con la colección Cour des miracles en la Cibeles Madrid Fashion Week.Dicha colección, inspirada en el pintor René Magritte y el director de cine Luis Buñuel, presentaba a las modelos con la cara tapada con capuchas a modo de burkas y sogas de horca al cuello, lo que desató una enorme polémica por la coincidencia con la guerra en Afganistán contra el régimen de los talibán.Sin embargo, toda esta polémica no impidió que fuera galardonado en la Cibeles Madrid Fashion Week de 2003 con el premio a la mejor colección de un joven diseñador por In loving memory. Desde entonces continuó desfilando regularmente en Cibeles Madrid Fashion Week con otras colecciones como Mi manchi o Cuerpo extraño, donde la fallecida modelo Bimba Bosé se convirtió en su musa.
En su colección en la Cibeles Madrid Fashion Week de 2008, presentó Intimidad, donde el diseñador quiso expresar sus sentimiento más íntimos para la temporada Otoño-Invierno 2008 - 09. Los diseños fueron menos transgresores que en otras ocasiones, aunque varios modelos salieron con la cara cubierta, nota polémica de la jornada. En la colección destacaron los chalecos y vestidos de ganchillo y la austeridad en los cortes, con muchos detalles pero siempre ocultos. En cuanto a los colores, abundaron los tonos blancos, azules, negros y una única concesión al rosa en homenaje a Louise Bourgeois, con un tejido en este tono que ha nacido inspirado en "la especie de muñequitos que cose y revuelve la escultura".
La colección otoño-invierno 2012 - 2013 que presentó David Delfín en la misma pasarela, ya renombrada Mercedes-Benz Fashion Week Madrid, fue minimalista y muy original. El desfile comenzó con looks 100% en blanco con pequeños toques mostaza en cuello y puños, en una propuesta sorprendente para una colección de invierno. Poco a poco fueron apareciendo los tonos crudos, el gris y el negro. La novedad de esa colección fue la incorporación del estampado animal print en negro y gris. Trajes muy entallados con corbatas slim y pantalones que dejan a la vista calcetines blancos y ejecutivos. Las cremalleras también tuvieron protagonismo.
En su colección Cápsula primavera-verano 2014 contó con la participación de las modelos Verónica Blume, Nieves Álvarez, Martina Klein, Laura Ponte y Bimba Bosé.
Su última colección -No One, otoño-invierno 2014- fue presentada durante la Mercedes-Benz Fashion Week Madrid. Era, sin duda, uno de los más esperados de esta edición y la expectación era máxima. Pasadas las 11:15 de la mañana el diseñador abrió la cuarta jornada en IFEMA, de nuevo con su musa, Bimba Bosé. Su nueva colección de otoño-invierno siguió la estela de sus últimos trabajos. Piezas muy comerciales, ponibles y funcionales, de estilo urbano, con la inspiración masculina muy presente. El encargado de los complementos de la colección fue el bloguero y diseñador Pelayo Díaz, su hasta entonces expareja.

### Otras disciplinas
David sentía la moda como arte polifacético, por ello realizó exposiciones por Madrid y Málaga donde mezclaba fotografía, video, música y moda para expresar su manera de ver el mundo.
Debido al carácter polifacético de David, llevó a cabo todo tipo de trabajos, como el diseño integral del programa televisivo Noche Hache o el álbum de Miguel Bosé Papito o colecciones para otras marcas como la diseñada para Converse.
También aparecía de forma recurrente en el reality de MTV Alaska y Mario como amigo de la pareja y diseñador. En un capítulo del reality se muestra como Alaska, Mario Vaquerizo y Bimba Bosé entonan "Absolutamente" de Fangoria para poner el broche de oro a uno de los desfiles del diseñador.
En el año 2013, participó en un episodio de la serie de televisión La que se avecina, compartiendo trama con Antonia San Juan, Macarena Gómez, Bimba Bosé y Pelayo Díaz. En dicho episodio interpretó a sí mismo, trabajando en su taller de costura con Pelayo y Bimba, cuando llega Estela Reynolds para encargar su vestido de novia.

### Enfermedad y fallecimiento
En abril de 2016 fue intervenido de tres tumores cerebrales. Falleció el 3 de junio de 2017 en Madrid a los 46 años tras una intensa lucha contra un cáncer cerebral que le detectaron el año anterior.Fue incinerado el 5 de junio de 2017 en Málaga y sus cenizas esparcidas en algún lugar íntimo.

## Premios y reconocimientos
La dirección de arte de cine, que le valió una nominación a la los Goya en el año 2002 por el cortometraje V.O. de Antonia San Juan, y numerosos videos musicales de artistas como Fangoria o Miguel Bosé.
Fue galardonado con los premios de la revista Shangay entre 2003 y 2007 y fue declarado uno de los 25 hombres gays más influyentes de España por el periódico El Mundo.
En 2016 fue galardonado con el Premio Nacional de Diseño de Moda por parte del Ministerio de Educación "por la audacia, valentía y compromiso social de su obra, con una señalada identidad española que desarrolla un universo vanguardista propio".